# Pardosa semicana
Pardosa semicana là một loài nhện trong họ Lycosidae.
Loài này thuộc chi Pardosa. Pardosa semicana được Eugène Simon miêu tả năm 1885.